# Lamborghini Murciélago LP650-4 Roadster
De Lamborghini Murciélago LP650-4 Roadster is een speciale uitvoering van de Murciélago LP640 Roadster. Het speciale aan de auto is dat de auto alleen als cabriolet geleverd kan worden. Deze auto heeft een grijze Grigio Telesto lakkleur met oranje Arancio accenten op de voorspoiler en zijskirts, ook de remklauwen zijn oranje. De motorkap is voorzien van een doorzichtig paneel, zodat de krachtbron goed te zien is.
Huidige modellen:
Huracán ·
Aventador ·
Urus
Uitvoeringen Lamborghini Gallardo:
Coupé ·
SE ·
Spyder ·
Superleggera ·
LP560-4 ·
LP560-4 Spyder ·
LP550-2 Valentino Balboni ·
LP570-4 Superleggera
Uitvoeringen Lamborghini Murciélago:
Coupé ·
Roadster ·
40th Anniversary ·
LP640 ·
LP640 Roadster ·
LP650-4 Roadster ·
LP670-4 SV ·
Reventón ·
Reventón Roadster
Oudere modellen:
350 GT · 
400 GT · 
Miura · 
Espada · 
Flying Star II · 
Islero · 
Jarama · 
Urraco · 
Countach · 
Silhouette · 
Jalpa · 
LM002 · 
Diablo · 
Murciélago ·
Gallardo
Concepten:
Alar ·
Asterion ·
Athon ·
Estoque ·
Sesto Elemento ·
Portofino